# 舒姆斯基
舒姆斯基（羅馬化：Shumskiy）是俄罗斯伊尔库茨克州的工人村（市级镇），属下乌金斯克区，位于叶尼塞河流域内丘纳河（乌达河）畔，在区行政中心下乌金斯克东南、州府伊尔库茨克西北方。
该地2021年人口有2,083人；2010年人口2,767；2002年人口3,177；1989年人口3,681。